# Удава (приток Лаборца)
Удава (словац. Udava) — река на северо-востоке Словакии, в округах Снина и Гуменне Прешовского края, левый приток Лаборца. Длина реки — 38,5 км (по другим данным — 38,31 км). Площадь водосборного бассейна — 221,41 км² (по другим данным — 214,239 км²).
Начинается в Восточных Бескидах, в Буковских холмах, поросших буковым лесом, на высоте 692 метра над уровнем моря. Течёт в юго-юго-западном направлении через деревни Осадне, Нижна-Яблонка, Папин, Зубне, Адидовце. Впадает в Лаборец на высоте 155,4 метра над уровнем моря в деревне Удавске.
Основные притоки — Горница (лв), Бруски (пр), Нехвалька (пр), Енчикова (лв) и Рьека (пр).